# Ugo de' Borgognoni
Ugo de' Borgognoni da Lucca (Lucca, 1180 – Bologna, 1258) è stato un medico italiano, considerato uno dei più grandi maestri di chirurgia del Medioevo.

## Biografia
Nato da nobile famiglia lucchese fu chiamato a Bologna dove nella neonata università insegnò chirurgia.
A lui si deve la confutazione delle teorie galeniche riprese dalla Scuola Medica Salernitana e dalla chirurgia islamica sulla guarigione delle ferite. Avendo fatta grande esperienza al seguito della V Crociata, aveva notato come le ferite guarissero meglio se lavate con vino o con altre sostanze bollite, fasciate con lini puliti e suturate immediatamente.
Questo suo metodo che anticipava di molti secoli la scoperta dell'antisepsi, non ebbe molta considerazione e fu seguito soltanto da pochi e tra questi da suo figlio Teodorico.